# 静岡都市圏
静岡都市圏（しずおかとしけん）とは、静岡県静岡市を中心市とする都市圏のこと。域内総生産は約4兆6,739億円。

## 定義

### 都市雇用圏

静岡都市圏（都市雇用圏）の範囲

- 2015年人口：約99万人（2015年国勢調査基準[3]）
静岡市を中心市として3市で構成する都市雇用圏（概ね10% 通勤圏）。ただし、1980年は中心市が静岡市と清水市の2つ（中心数2）。一般的な都市圏の定義については都市圏を参照のこと。

都市雇用圏（10% 通勤圏）の変遷
- 1980年は中心市が静岡市と清水市の2つ（中心数2）。1990年以降は中心市が静岡市のみ（中心数1）。静岡市と清水市が合併したのは2003年。
- 都市雇用圏を構成しない自治体は、各統計年の欄で - （灰色かつ「-」）で示す。

| 自治体 ('80) | 1980年                 | 1990年                 | 1995年                  | 2000年                 | 2005年                  | 2010年                  | 2015年                 | 自治体 （現在） |
| ------------ | ---------------------- | ---------------------- | ----------------------- | ---------------------- | ----------------------- | ----------------------- | ---------------------- | --------------- |
| 蒲原町       | 静岡 都市圏 96万6074人 | 富士 都市圏 38万6240人 | 富士 都市圏 39万1005人  | 富士 都市圏 39万9490人 | 静岡 都市圏 100万8368人 | 静岡 都市圏 100万1597人 | 静岡 都市圏 98万8056人 | 静岡市          |
| 由比町       | 静岡 都市圏 96万6074人 | 静岡 都市圏 99万1708人 | 静岡 都市圏 100万2032人 | 静岡 都市圏 99万9360人 | 静岡 都市圏 100万8368人 | 静岡 都市圏 100万1597人 | 静岡 都市圏 98万8056人 | 静岡市          |
| 清水市       | 静岡 都市圏 96万6074人 | 静岡 都市圏 99万1708人 | 静岡 都市圏 100万2032人 | 静岡 都市圏 99万9360人 | 静岡 都市圏 100万8368人 | 静岡 都市圏 100万1597人 | 静岡 都市圏 98万8056人 | 静岡市          |
| 静岡市       | 静岡 都市圏 96万6074人 | 静岡 都市圏 99万1708人 | 静岡 都市圏 100万2032人 | 静岡 都市圏 99万9360人 | 静岡 都市圏 100万8368人 | 静岡 都市圏 100万1597人 | 静岡 都市圏 98万8056人 | 静岡市          |
| 焼津市       | 静岡 都市圏 96万6074人 | 静岡 都市圏 99万1708人 | 静岡 都市圏 100万2032人 | 静岡 都市圏 99万9360人 | 静岡 都市圏 100万8368人 | 静岡 都市圏 100万1597人 | 静岡 都市圏 98万8056人 | 焼津市          |
| 大井川町     | 静岡 都市圏 96万6074人 | 静岡 都市圏 99万1708人 | 静岡 都市圏 100万2032人 | 静岡 都市圏 99万9360人 | 静岡 都市圏 100万8368人 | 静岡 都市圏 100万1597人 | 静岡 都市圏 98万8056人 | 焼津市          |
| 藤枝市       | 静岡 都市圏 96万6074人 | 静岡 都市圏 99万1708人 | 静岡 都市圏 100万2032人 | 静岡 都市圏 99万9360人 | 静岡 都市圏 100万8368人 | 静岡 都市圏 100万1597人 | 静岡 都市圏 98万8056人 | 藤枝市          |
| 岡部町       | 静岡 都市圏 96万6074人 | 静岡 都市圏 99万1708人 | 静岡 都市圏 100万2032人 | 静岡 都市圏 99万9360人 | 静岡 都市圏 100万8368人 | 静岡 都市圏 100万1597人 | 静岡 都市圏 98万8056人 | 藤枝市          |
| 島田市       | 島田 都市圏 9万2562人  | 島田 都市圏 9万5841人  | 島田 都市圏 9万6511人   | 島田 都市圏 9万6074人  | 島田 都市圏 10万2108人  | 島田 都市圏 10万8350人  | 島田 都市圏 10万5304人 | 島田市          |
| 金谷町       | 島田 都市圏 9万2562人  | 島田 都市圏 9万5841人  | 島田 都市圏 9万6511人   | 島田 都市圏 9万6074人  | 島田 都市圏 10万2108人  | 島田 都市圏 10万8350人  | 島田 都市圏 10万5304人 | 島田市          |
| 川根町       | -                      | -                      | -                       | -                      | 島田 都市圏 10万2108人  | 島田 都市圏 10万8350人  | 島田 都市圏 10万5304人 | 島田市          |

- 2003年4月1日：（旧）静岡市と清水市が新設合併して（新）静岡市となった。
- 2005年5月5日：（旧）島田市と金谷町が合併して（新）島田市となった。
- 2006年3月31日：（新）静岡市が蒲原町を編入した。
- 2008年4月1日：（新）島田市が川根町を編入した。
- 2008年11月1日：（新）静岡市が由比町を、焼津市が大井川町をそれぞれ編入した。
- 2009年1月1日：藤枝市が岡部町を編入した。

### 1.5% 都市圏（静岡大都市圏）
総務省の2005年国勢調査の結果から、静岡市を中心市とした静岡大都市圏が設定された。これは、静岡市が政令市に移行したことに伴って設定されたものであり、中心市への通勤・通学人口が常住人口の 1.5% 以上である自治体で構成されている。総務省統計局刊「大都市圏の人口」によると、調査当時の範囲は5市9町。人口は142万7107人。
総務省の2010年国勢調査からは、2007年に浜松市が政令指定都市に移行されたことに伴い静岡大都市圏から、静岡市と浜松市を中心市とした静岡・浜松大都市圏に名称が変更された。

### 連携中枢都市圏
総務省の制度に基づき、静岡市、島田市、焼津市、藤枝市、牧之原市、吉田町、川根本町の5市2町でしずおか中部連携中枢都市圏を形成している。